# Gustaf Georg Stierngranat
Gustaf Georg Henric Stierngranat, född 16 mars 1806 på Upplanda i Vetlanda socken, död 29 augusti 1871 på Åkerslund utanför Eksjö, var en svensk militär.
Gustaf Georg Stierngranat var son till generalmajor Henric Stierngranat och Betty de la Grange samt måg till Gustaf Rutger von Liewen och farfar till Malte Liewen Stierngranat. Han blev kadett vid Krigsakademien på Karlberg 1818 och utexaminerades därifrån 1821. Stierngranat blev fänrik vid Södermanlands regemente 1821, löjtnant i armén 1828, löjtnant vid Södermanlands regemente 1830, generalstabsofficer 1835 och kapten vid Södermanlands regemente 1836. Han blev överstelöjtnant och premiärmajor vid Kalmar regemente 1848, förordnades 1849 att tills vidare vara generalstabsofficer, och var 1851–1853 överstelöjtnant och chef för Smålands grenadjärbataljon. Stierngranat var 1853–1859 överste och chef för Kalmar regemente. Han blev 1844 riddare och 1859 kommendör av Svärdsorden samt 1850 riddare och kommendör av Dannebrogorden samt 1850 riddare av Sankt Olavs orden.